# La Bretonnière-la-Claye
La Bretonnière-la-Claye é uma comuna francesa na região administrativa da Pays de la Loire, no departamento de Vendéia. Estende-se por uma área de 16,48 km². Em 2010 a comuna tinha 591 habitantes (densidade: 35,9 hab./km²).25 hab/km².